# 黒土村
黒土村（くろつちむら）は、福岡県築上郡にあった村。現在の豊前市の一部。

## 歴史
- 1889年（明治22年）4月1日 - 町村制の施行により、上毛郡岸井村、堀立村、梶屋村、小石原村、皆毛村、高田村、広瀬村、鬼木村、久路土村が合併して村制施行し、黒土村が発足[1][2]。
- 1896年（明治29年）4月1日 - 郡の統合により築上郡の所属となる[1][3]。
- 1955年（昭和30年）4月10日 - 築上郡八屋町、山田村、千束村、三毛門村、横武村、合河村、岩屋村、角田村と合併し宇島市を新設して廃止された[1][2]。

## 交通
- 1914年（大正3年）- 宇島鉄道開通。黒土駅、広瀬橋駅設置[1]。
- 1934年（昭和9年）- 宇島鉄道廃止[1]